# Dimma över Frisco
Dimma över Frisco är en amerikansk film från 1934 i regi av William Dieterle. Filmen gjordes innan produktionskoden trädde i kraft.

## Handling
Den rika, bortskämde och uttråkade Arlene Bradford finansierar sitt leverne genom att hjälpa ett gangstergäng. När Arlene försvinner försöker hennes styvsyster Val tillsammans med en journalist ta reda på vad som hänt.

## Rollista
- Bette Davis - Arlene Bradford
- Donald Woods - Tony
- Margaret Lindsay - Val Bradford
- Lyle Talbot - Spencer Carleton
- Hugh Herbert - Izzy
- Arthur Byron - Bradford
- Robert Barrat - Thorne
- Henry O'Neill - Porter
- Irving Pichel - Jake Bello
- Douglass Dumbrille - Mayard
- Alan Hale - O'Malley
- William Demarest - Spike Smith